# Nymphula parallelalis
Nymphula parallelalis là một loài bướm đêm trong họ Crambidae.